# Staroste

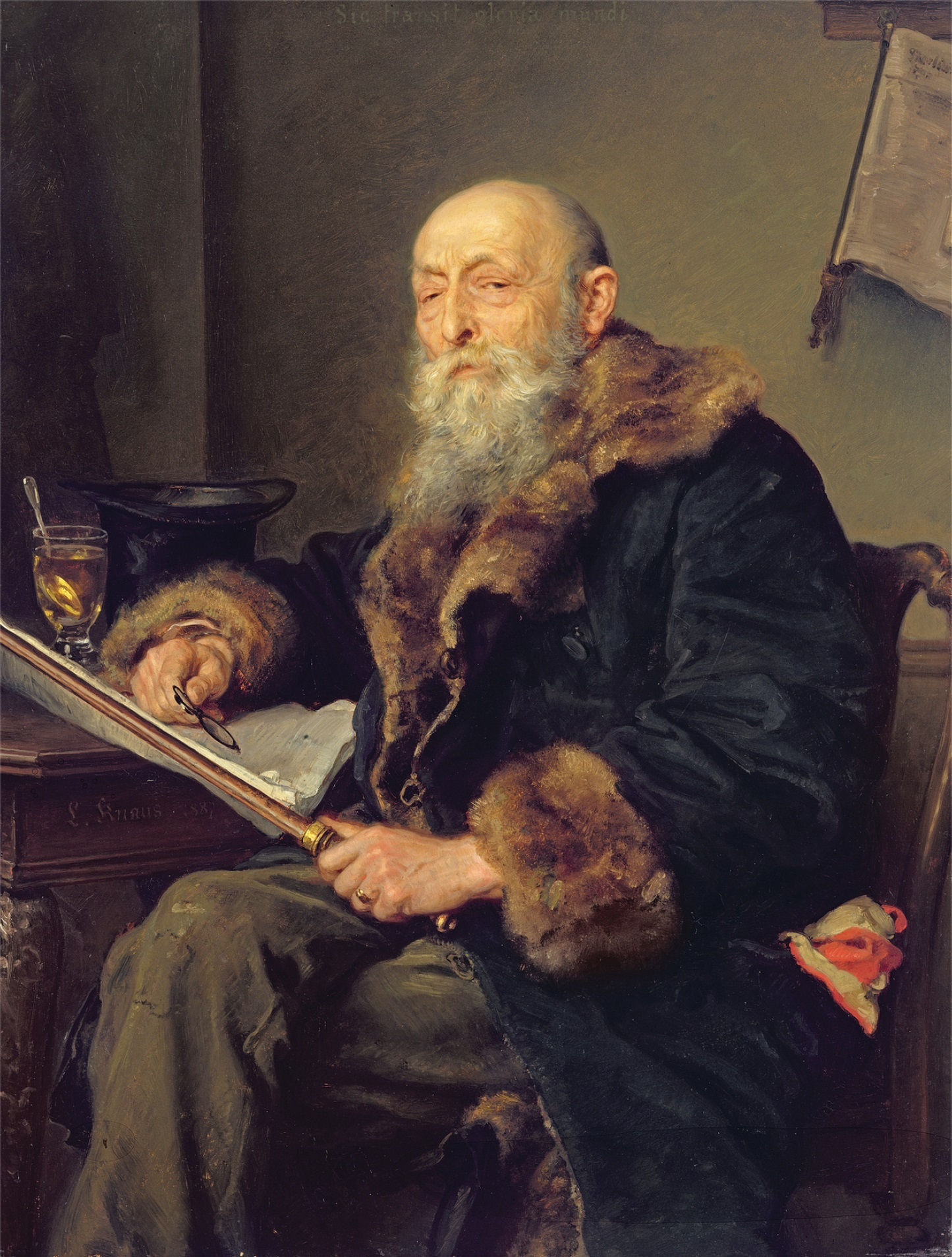
Portrait d'un starost.

Staroste est un mot slave, formé sur la racine signifiant « vieux, ancien », utilisé pour désigner l'administrateur d'un territoire de la Couronne, territoire appelé starostwo dans l'ancienne Pologne.

## Dans l'ancienne Pologne
La fonction est créée au XIVe siècle. Le staroste (en polonais starosta, dans les textes en latin capitaneus) est un haut fonctionnaire de la Couronne, en principe un noble, à qui est donné en fief un domaine, la starostie. Ce domaine était en principe  attribué en viager (à vie, sans droit héréditaire), mais cette règle a été souvent détournée. Un quart des revenus de la starostie devait servir à financer les campagnes militaires du staroste. 
Il existait deux catégories, selon que le staroste était obligé ou non de résider dans la starostie et d'y exercer des fonctions :
- Le staroste à demeure (capitaneus cum iurisdictione) supervisait les administrations fiscale, policière et judiciaire. Il présidait le tribunal local et faisait exécuter les sentences prononcées.

- Le staroste non résident (capitaneus sine iurisdictione) n'avait aucune réelle obligation tout en bénéficiant des revenus.

Il était permis de détenir plusieurs starosties, ce qui fit la fortune des magnats polonais.
Il existait aussi une fonction de « staroste général », correspondant à un gouvernorat de province.
Les starostes traditionnels disparurent en 1795, du fait de l'annihilation de l'État lors du troisième partage de la Pologne. 

## Dans la Pologne récente
Une fonction de staroste est réapparue après la Première Guerre mondiale (1918-1939 et 1944-1950) ; le titre désigne le directeur de l'administration des powiat.
Il est de nouveau utilisé depuis 1999, dans le cadre des powiat.

## Autres pays
Dans la Russie impériale, le mot starost' (старость) désigne le paysan chef de la communauté rurale, le mir.  
Dans les prisons russes puis dans les camps du Goulag, le staroste est un prisonnier élu chargé des contacts avec l'autorité carcérale, de la prévention des conflits entre zeks, du respect de l'ordre, de l'hygiène, de la discipline dans les cellules .
En République tchèque et en Slovaquie, le mot starosta correspond à « maire ».  

## Autres emplois de ce terme
Dans la hiérarchie du Collège de Pataphysique, le Staroste est l'assistant du Curateur inamovible.